# Lydd
Lydd es una parroquia civil y una villa del distrito de Folkestone and Hythe, en el condado de Kent (Inglaterra). Su nombre deriva de la palabra latina Hlyda que significa «orilla», denominación que fue encontrada en una carta fechaba en el siglo VIII.

## Geografía
La localidad encuentra en las cercanías del pantano Romney. Es una de las más grandes de la zona y la que se encuentra más al sur en Kent. En realidad localizada en el pantano de Denge, Lydd fue una de las primeras islas arenosas en formarse, pues la bahía se desarrolló en lo que ahora se denomina pantano de Romney. Según la Oficina Nacional de Estadística británica, Lydd tiene una superficie de 48,24 km².

## Demografía
Según el censo de 2001, Lydd tenía 5782 habitantes (48,95% varones, 51,05% mujeres) y una densidad de población de 119,86 hab/km². El 21,43% eran menores de 16 años, el 71,01% tenían entre 16 y 74 y el 7,56% eran mayores de 74. La media de edad era de 40,2 años. Del total de habitantes con 16 o más años, el 23,73% estaban solteros, el 57,76% casados y el 18,51% divorciados o viudos.
El 96,45% de los habitantes eran originarios del Reino Unido. El resto de países europeos englobaban al 1,78% de la población, mientras que el 1,76% había nacido en cualquier otro lugar. Según su grupo étnico, el 99,01% eran blancos, el 0,54% mestizos, el 0,28% asiáticos, el 0,05% negros, el 0,05% chinos y el 0,07% de cualquier otro. El cristianismo era profesado por el 74,93%, el budismo por el 0,05%, el hinduismo por el 0,12%, el judaísmo por el 0,09%, el islam por el 0,1%, el sijismo por el 0,05% y cualquier otra religión por el 0,45%. El 17,45% no eran religiosos y el 6,76% no marcaron ninguna opción en el censo.
2420 habitantes eran económicamente activos, 2299 de ellos (95%) empleados y 121 (5%) desempleados. Había 2382 hogares con residentes, 90 vacíos y 138 eran alojamientos vacacionales o segundas residencias.